# Gli adoratori della morte
Gli adoratori della morte (La muerte viviente) è un film del 1968 di Jack Hill e Juan Ibañez.